# 엘라 미첼
엘라 미첼(Ella Mitchell, 1937년 8월 15일 ~ )은 미국의 가수, 배우, 영화배우이다.
털리도에서 태어났다.

## 경력
미첼은 1975년 영화 로드 샨고(Lord Shango)에 출연했다.
미첼은 1984년 더 위즈(The Wiz)가 브로드웨이에서 부활했을 때 에빌렌(Evillene)의 역할을 맡았다. 그녀는 1992년 쇼가 투어 중이었을 때 다시 그 역할을 다시 맡았다.

## 영화 및 텔레비전
- 세서미 스트리트
- 빅 마마 하우스 (2000년)